# جوان نيلسون
جوان نيلسون (بالإنجليزية: Joan Nelson)‏ هي رسامة أمريكية، ولدت في 1958.

## وصلات خارجية
- الموقع الرسمي